# Pietro Ferrario
Pietro Ferrario (Busto Arsizio, 3 novembre 1967) è un direttore di coro, compositore, pianista e organista italiano.

## Gli anni della formazione
Ha effettuato i propri studi accademici in pianoforte, composizione, organo e musica corale, presso i conservatori di Brescia, Milano e Alessandria. In tali luoghi ha potuto lavorare con  Lucia Romanini (per quanto riguarda il pianoforte), Bruno Bettinelli (per la composizione) e Luigi Molfino (per l'organo). Si è perfezionato in composizione con Azio Corghi a Parma e Siena (diploma di merito all'Accademia Chigiana), in musica per film con Ennio Morricone (sempre all'Accademia Chigiana), in organo con Lionell Rogg, Giancarlo Parodi e altri. Ha migliorato la sua tecnica vocale grazie a dei corsi sostenuti con Stephan Woodbury, Gary Graden e Tõnu Kaljuste.

## L'attività
È direttore dell'Ensemble vocale Calycanthus  svolge inoltre attività concertistica anche in veste di pianista e organista. Come compositore si dedica sia alla musica vocale che strumentale, alcune sue partiture sono eseguite in Italia e all'estero da importanti formazioni orchestrali e corali, a volte con direttori di fama internazionale come Aldo Ceccato.
La sua rilevanza nazionale è stata confermata da importanti enti che hanno richiesto sue composizioni (Fondazione Toscanini di Parma, Settimane Musicali di Stresa, Pomeriggi Musicali di Milano, Landesakademie Ochsenhausen). Alcuni suoi lavori sono stati studiati ed eseguiti in vari corsi di specializzazione dedicati alla musica corale contemporanea.
Nel 2004 è stato vincitore 1º premio nel Trofeo Internazionale di Composizione Corale "C. A. Seghizzi" tenutosi a Gorizia, premio assegnato con unanime consenso da parte della giuria, vedendosi in seguito eseguire il brano durante la finale del Gran Premio Europeo di Canto Corale.
Nel 2008 ha ottenuto un importante primo premio al concorso nazionale di composizione corale Bruno Bettinelli. Nel 2011 è risultato finalista al 2º Concorso Internazionale per pianisti-compositori "Franz Liszt" di Bellagio.
Ha pubblicato per importanti editori tra cui Ricordi, Sonzogno, Carrara, Feniarco, Rugginenti, e le tedesche Carus-Verlag di Stoccarda e Ferrimontana di Francoforte.
Fra le altre attività si ricorda la presenza (o invito a presenziare) come componente di giurie di concorsi corali anche internazionali, la collaborazione con l'Archivio Storico di Casa Ricordi, ha ricoperto il ruolo di docente di pianoforte, teoria musicale, armonia, presso la Civica Scuola Musicale di Arese e l'Associazione Musicale Jubilate di Legnano, infine è organista sull'organo Gerolamo Carrera 1841 della Prepositurale SS. Gervaso e Protaso di Parabiago (MI).